# Grand Prix Brazylii 2015

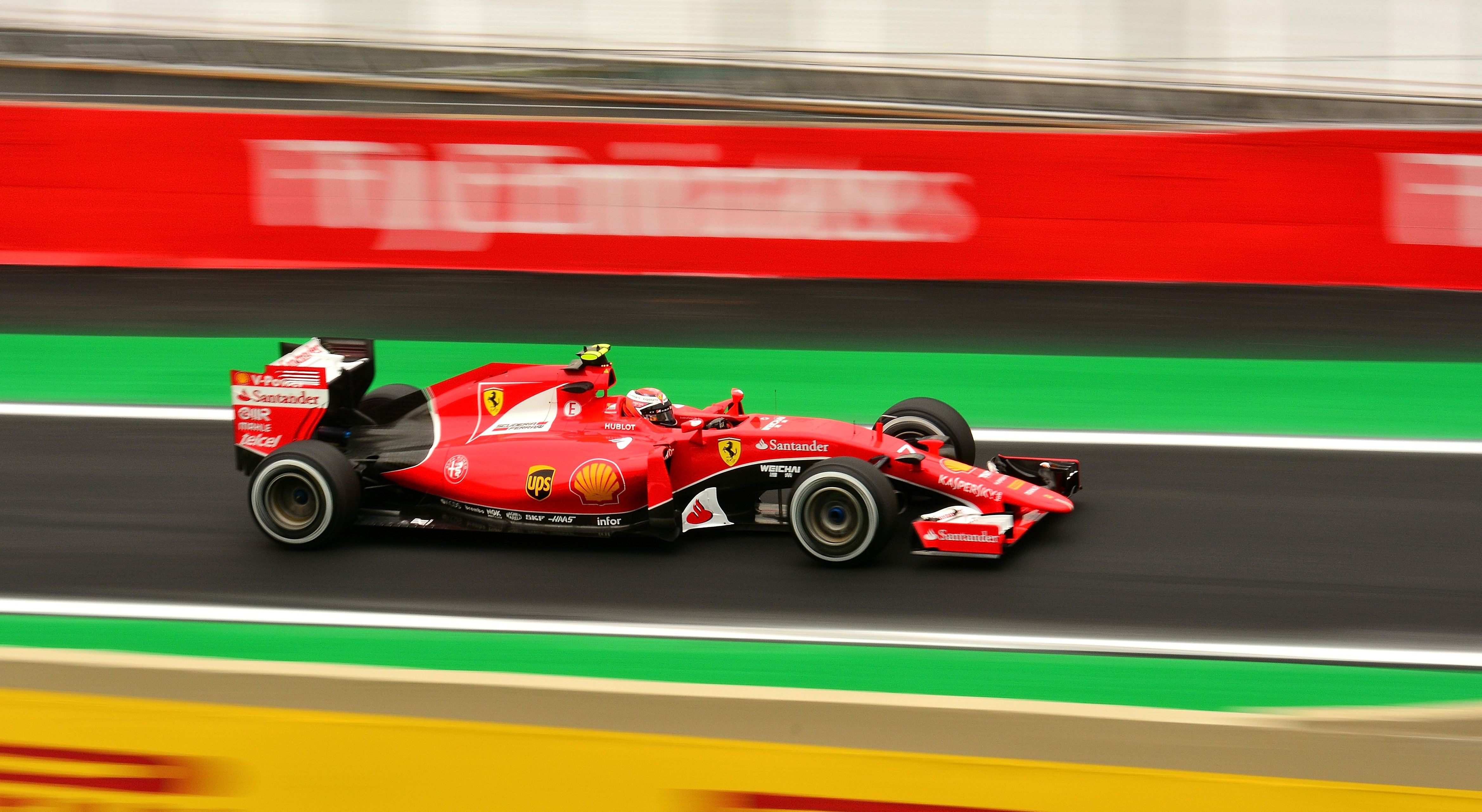
Kimi Räikkönen podczas Grand Prix Brazylii 2015

Grand Prix Brazylii 2015 (oficjalnie Formula 1 Grande Prêmio Petrobras do Brasil 2015) – osiemnasta eliminacja Mistrzostw Świata Formuły 1 w sezonie 2015. Grand Prix odbyło się 13–15 listopada 2015 roku na torze Autódromo José Carlos Pace w São Paulo.

## Lista startowa
Źródło: Wyprzedź Mnie!
| Nr | Kierowca         | Zespół                        | Samochód               | Silnik                         | Opony |
| -- | ---------------- | ----------------------------- | ---------------------- | ------------------------------ | ----- |
| 3  | Daniel Ricciardo | Infiniti Red Bull Racing      | Red Bull RB11          | Renault Energy F1-2015 1.6T V6 | P     |
| 5  | Sebastian Vettel | Scuderia Ferrari              | Ferrari SF15-T         | Ferrari 059/4 1.6T V6          | P     |
| 6  | Nico Rosberg     | Mercedes AMG Petronas F1 Team | Mercedes F1 W06 Hybrid | Mercedes-Benz PU106B 1.6T V6   | P     |
| 7  | Kimi Räikkönen   | Scuderia Ferrari              | Ferrari SF15-T         | Ferrari 059/4 1.6T V6          | P     |
| 8  | Romain Grosjean  | Lotus F1 Team                 | Lotus E23 Hybrid       | Mercedes-Benz PU106B 1.6T V6   | P     |
| 9  | Marcus Ericsson  | Sauber F1 Team                | Sauber C34             | Ferrari 059/4 1.6T V6          | P     |
| 11 | Sergio Pérez     | Sahara Force India F1 Team    | Force India VJM08      | Mercedes-Benz PU106B 1.6T V6   | P     |
| 12 | Felipe Nasr      | Sauber F1 Team                | Sauber C34             | Ferrari 059/4 1.6T V6          | P     |
| 13 | Pastor Maldonado | Lotus F1 Team                 | Lotus E23 Hybrid       | Mercedes-Benz PU106B 1.6T V6   | P     |
| 14 | Fernando Alonso  | McLaren Mercedes              | McLaren MP4-30         | Honda RA615H 1.6T V6           | P     |
| 19 | Felipe Massa     | Williams Martini Racing       | Williams FW37          | Mercedes-Benz PU106B 1.6T V6   | P     |
| 22 | Jenson Button    | McLaren Mercedes              | McLaren MP4-30         | Honda RA615H 1.6T V6           | P     |
| 26 | Daniił Kwiat     | Infiniti Red Bull Racing      | Red Bull RB11          | Renault Energy F1-2015 1.6T V6 | P     |
| 27 | Nico Hülkenberg  | Sahara Force India F1 Team    | Force India VJM08      | Mercedes-Benz PU106B 1.6T V6   | P     |
| 28 | Will Stevens     | Manor Marussia F1 Team        | Marussia MR03B         | Ferrari 059/3 1.6T V6          | P     |
| 33 | Max Verstappen   | Scuderia Toro Rosso           | Toro Rosso STR10       | Renault Energy F1-2015 1.6T V6 | P     |
| 44 | Lewis Hamilton   | Mercedes AMG Petronas F1 Team | Mercedes F1 W06 Hybrid | Mercedes-Benz PU106B 1.6T V6   | P     |
| 53 | Alexander Rossi  | Manor Marussia F1 Team        | Marussia MR03B         | Ferrari 059/3 1.6T V6          | P     |
| 55 | Carlos Sainz Jr. | Scuderia Toro Rosso           | Toro Rosso STR10       | Renault Energy F1-2015 1.6T V6 | P     |
| 77 | Valtteri Bottas  | Williams Martini Racing       | Williams FW37          | Mercedes-Benz PU106B 1.6T V6   | P     |
| Nr | Kierowca         | Zespół                        | Samochód               | Silnik                         | Opony |

## Wyniki

### Sesje treningowe
Źródło: Wyprzedź Mnie!
| Sesja | Nr | Kierowca       | Konstruktor | Czas     | Okr. |
| ----- | -- | -------------- | ----------- | -------- | ---- |
| 1     | 44 | Lewis Hamilton | Mercedes    | 1:13,543 | 28   |
| 2     | 6  | Nico Rosberg   | Mercedes    | 1:12,385 | 42   |
| 3     | 44 | Lewis Hamilton | Mercedes    | 1:12,070 | 16   |

### Kwalifikacje
Źródło: Wyprzedź Mnie!
| Poz. | Nr | Kierowca         | Konstruktor          | Q1       | Q2       | Q3       | Poz. s. |
| --- | --- | ---------------- | -------------------- | -------- | -------- | -------- | ------- |
| 1 | 6 | Nico Rosberg     | Mercedes             | 1:11,746 | 1:12,213 | 1:11,282 | 1       |
| 2 | 44 | Lewis Hamilton   | Mercedes             | 1:11,682 | 1:11,665 | 1:11,360 | 2       |
| 3 | 5 | Sebastian Vettel | Ferrari              | 1:12,240 | 1:11,928 | 1:11,804 | 3       |
| 4 | 77 | Valtteri Bottas  | Williams–Mercedes    | 1:12,934 | 1:12,374 | 1:12,085 | 7       |
| 5 | 7 | Kimi Räikkönen   | Ferrari              | 1:12,185 | 1:12,243 | 1:12,144 | 4       |
| 6 | 27 | Nico Hülkenberg  | Force India–Mercedes | 1:12,595 | 1:12,485 | 1:12,265 | 5       |
| 7 | 26 | Daniił Kwiat     | Red Bull–Renault     | 1:12,730 | 1:12,730 | 1:12,322 | 6       |
| 8 | 19 | Felipe Massa     | Williams–Mercedes    | 1:12,980 | 1:12,858 | 1:12,415 | 8       |
| 9 | 3 | Daniel Ricciardo | Red Bull–Renault     | 1:12,639 | 1:12,825 | 1:12,417 | 19      |
| 10 | 33 | Max Verstappen   | Toro Rosso–Renault   | 1:12,824 | 1:12,712 | 1:12,739 | 9       |
| 11 | 12 | Felipe Nasr      | Sauber–Ferrari       | 1:13,111 | 1:12,989 | –        | 13      |
| 12 | 55 | Carlos Sainz Jr. | Toro Rosso–Renault   | 1:13,267 | 1:13,045 | –        | 11      |
| 13 | 11 | Sergio Pérez     | Force India–Mercedes | 1:13,140 | 1:13,147 | –        | 13      |
| 14 | 9 | Marcus Ericsson  | Sauber–Ferrari       | 1:13,346 | 1:13,233 | –        | 12      |
| 15 | 8 | Romain Grosjean  | Lotus–Mercedes       | 1:13,056 | 1:13,913 | –        | 14      |
| 16 | 13 | Pastor Maldonado | Lotus–Mercedes       | 1:13,385 | –        | –        | 15      |
| 17 | 22 | Jenson Button    | McLaren–Honda        | 1:13,425 | –        | –        | 16      |
| 18 | 53 | Alexander Rossi  | Marussia–Ferrari     | 1:16,151 | –        | –        | 17      |
| 19 | 28 | Will Stevens     | Marussia–Ferrari     | 1:16,283 | –        | –        | 18      |
| 20 | 14 | Fernando Alonso  | McLaren–Honda        | –        | –        | –        | 20      |
| Poz. | Nr | Kierowca         | Konstruktor          | Q1       | Q2       | Q3       | Poz. s. |
| \| Legenda \| Legenda \| \| ------------------------ \| ---------------------------------------------------------------------------------------------------------------------------------------------------------------------------------------------------------------------------------------------------------------- \| \| Poz. Nr Q1 Q2 Q3 Poz. s. \| Pozycja zajęta w sesji kwalifikacyjnej Numer startowy kierowcy Wynik uzyskany w pierwszej części kwalifikacji Wynik uzyskany w drugiej części kwalifikacji Wynik uzyskany w trzeciej części kwalifikacji Pozycja startowa po uwzględnięniu kar, przesunięć, itp. \| | |                  |                      |          |          |          |         |
| Legenda | |                  |                      |          |          |          |         |
| Poz. Nr Q1 Q2 Q3 Poz. s. | Pozycja zajęta w sesji kwalifikacyjnej Numer startowy kierowcy Wynik uzyskany w pierwszej części kwalifikacji Wynik uzyskany w drugiej części kwalifikacji Wynik uzyskany w trzeciej części kwalifikacji Pozycja startowa po uwzględnięniu kar, przesunięć, itp. |                  |                      |          |          |          |         |

### Wyścig
Źródło: Wyprzedź Mnie!
| P                 | + / –     | Nr | Kierowca         | Konstruktor          | Okr. | Czas / Strata   | Komentarz |
| ----------------- | --------- | -- | ---------------- | -------------------- | ---- | --------------- | --------- |
| 1                 | Bez zmian | 6  | Nico Rosberg     | Mercedes             | 71   | 1h31m09,090     |           |
| 2                 | Bez zmian | 44 | Lewis Hamilton   | Mercedes             | 71   | +0:07,756       |           |
| 3                 | Bez zmian | 5  | Sebastian Vettel | Ferrari              | 71   | +0:14,244       |           |
| 4                 | Bez zmian | 7  | Kimi Räikkönen   | Ferrari              | 71   | +0:47,543       |           |
| 5                 | 2         | 77 | Valtteri Bottas  | Williams–Mercedes    | 70   | +1 okr (1 okr.) |           |
| 6                 | 1         | 27 | Nico Hülkenberg  | Force India–Mercedes | 70   | +1 okr (16,289) |           |
| 7                 | 1         | 26 | Daniił Kwiat     | Red Bull–Renault     | 70   | +1 okr (03,107) |           |
| 8                 | 6         | 8  | Romain Grosjean  | Lotus–Mercedes       | 70   | +1 okr (16,987) |           |
| 9                 | Bez zmian | 33 | Max Verstappen   | Toro Rosso–Renault   | 70   | +1 okr (10,774) |           |
| 10                | 5         | 13 | Pastor Maldonado | Lotus–Mercedes       | 70   | +1 okr (01,752) |           |
| 11                | 8         | 3  | Daniel Ricciardo | Red Bull–Renault     | 70   | +1 okr (01,541) |           |
| 12                | 1         | 11 | Sergio Pérez     | Force India–Mercedes | 70   | +1 okr (07,951) |           |
| 13                | Bez zmian | 12 | Felipe Nasr      | Sauber–Ferrari       | 70   | +1 okr (01,476) |           |
| 14                | 2         | 22 | Jenson Button    | McLaren–Honda        | 70   | +1 okr (00,563) |           |
| 15                | 5         | 14 | Fernando Alonso  | McLaren–Honda        | 70   | +1 okr (09,311) |           |
| 16                | 4         | 9  | Marcus Ericsson  | Sauber–Ferrari       | 69   | +2 okr (1 okr.) |           |
| 17                | 1         | 28 | Will Stevens     | Marussia–Ferrari     | 67   | +4 okr (02,804) |           |
| 18                | 1         | 53 | Alexander Rossi  | Marussia–Ferrari     | 67   | +4 okr (10,540) |           |
| Niesklasyfikowani |           |    |                  |                      |      |                 |           |
|                   |           | 55 | Carlos Sainz Jr. | Toro Rosso–Renault   | 0    | elektryka       |           |
| Zdyskwalifikowani |           |    |                  |                      |      |                 |           |
|                   |           | 19 | Felipe Massa     | Williams–Mercedes    | 70   | +1 okr          | [ f ]     |
| P                 | + / –     | Nr | Kierowca         | Konstruktor          | Okr. | Czas / Strata   | Komentarz |

### Najszybsze okrążenie
Źródło: Wyprzedź Mnie!
| Nr | Kierowca       | Konstruktor | Czas     | Okr. |
| -- | -------------- | ----------- | -------- | ---- |
| 44 | Lewis Hamilton | Mercedes    | 1:14,832 | 51   |

## Prowadzenie w wyścigu
Źródło: Racing–Reference.info
| Nr                              | Kierowca       | Okrążenia                 | Suma |
| ------------------------------- | -------------- | ------------------------- | ---- |
| 6                               | Nico Rosberg   | 1-12, 14-32, 34-47, 49-71 | 65   |
| 44                              | Lewis Hamilton | 12-14, 32-34, 47-49       | 6    |
| \| Wykres \| \| ------ \| \| \| |                |                           |      |
| Wykres                          |                |                           |      |
|                                 |                |                           |      |

## Klasyfikacja po zakończeniu wyścigu

### Kierowcy
| P                 | +/− | Kierowca         | Starty | Punkty | P1 | P2 | P3 | PP | NO | NS |
| ----------------- | --- | ---------------- | ------ | ------ | -- | -- | -- | -- | -- | -- |
| 1                 | 0   | Lewis Hamilton   | 18     | 363    | 10 | 5  | 1  | 11 | 7  | 1  |
| 2                 | 0   | Nico Rosberg     | 18     | 297    | 5  | 7  | 2  | 6  | 5  | 1  |
| 3                 | 0   | Sebastian Vettel | 18     | 266    | 3  | 3  | 7  | 1  | 1  | 1  |
| 4                 | 0   | Valtteri Bottas  | 17     | 136    | –  | –  | 2  | –  | –  | 1  |
| 5                 | 0   | Kimi Räikkönen   | 18     | 135    | –  | 1  | 1  | –  | 2  | 5  |
| 6                 | 0   | Felipe Massa     | 18     | 117    | –  | –  | 2  | –  | –  | 3  |
| 7                 | 0   | Daniił Kwiat     | 17     | 94     | –  | 1  | –  | –  | –  | 2  |
| 8                 | 0   | Daniel Ricciardo | 18     | 84     | –  | 1  | 1  | –  | 3  | 2  |
| 9                 | 0   | Sergio Pérez     | 18     | 68     | –  | –  | 1  | –  | –  | 1  |
| 10                | +2  | Nico Hülkenberg  | 17     | 52     | –  | –  | –  | –  | –  | 5  |
| 11                | 0   | Romain Grosjean  | 18     | 49     | –  | –  | 1  | –  | –  | 6  |
| 12                | −2  | Max Verstappen   | 18     | 49     | –  | –  | –  | –  | –  | 4  |
| 13                | 0   | Felipe Nasr      | 17     | 27     | –  | –  | –  | –  | –  | 1  |
| 14                | 0   | Pastor Maldonado | 18     | 27     | –  | –  | –  | –  | –  | 8  |
| 15                | 0   | Carlos Sainz Jr. | 18     | 18     | –  | –  | –  | –  | –  | 7  |
| 16                | 0   | Jenson Button    | 17     | 16     | –  | –  | –  | –  | –  | 5  |
| 17                | 0   | Fernando Alonso  | 17     | 11     | –  | –  | –  | –  | –  | 7  |
| 18                | 0   | Marcus Ericsson  | 18     | 9      | –  | –  | –  | –  | –  | 3  |
| 19                | 0   | Roberto Merhi    | 12     | 0      | –  | –  | –  | –  | –  | 1  |
| 20                | 0   | Alexander Rossi  | 5      | 0      | –  | –  | –  | –  | –  | –  |
| 21                | 0   | Will Stevens     | 16     | 0      | –  | –  | –  | –  | –  | 2  |
| Niesklasyfikowani |     |                  |        |        |    |    |    |    |    |    |
|                   |     | Kevin Magnussen  | –      | –      | –  | –  | –  | –  | –  | –  |
| P                 | +/− | Kierowca         | Starty | Punkty | P1 | P2 | P3 | PP | NO | NS |

### Konstruktorzy
| P  | +/− | Konstruktor             | Starty | Punkty | P1 | P2 | P3 | PP | NO | NS |
| -- | --- | ----------------------- | ------ | ------ | -- | -- | -- | -- | -- | -- |
| 1  | 0   | Mercedes                | 36     | 660    | 15 | 12 | 3  | 17 | 12 | 2  |
| 2  | 0   | Ferrari                 | 36     | 401    | 3  | 4  | 8  | 1  | 3  | 6  |
| 3  | 0   | Williams Mercedes       | 35     | 253    | –  | –  | 4  | –  | –  | 4  |
| 4  | 0   | Red Bull Racing Renault | 35     | 178    | –  | 2  | 1  | –  | 3  | 4  |
| 5  | 0   | Force India Mercedes    | 35     | 120    | –  | –  | 1  | –  | –  | 6  |
| 6  | 0   | Lotus Mercedes          | 36     | 76     | –  | –  | 1  | –  | –  | 14 |
| 7  | 0   | STR Renault             | 36     | 67     | –  | –  | –  | –  | –  | 11 |
| 8  | 0   | Sauber Ferrari          | 35     | 36     | –  | –  | –  | –  | –  | 4  |
| 9  | 0   | McLaren Honda           | 34     | 27     | –  | –  | –  | –  | –  | 12 |
| 10 | 0   | Marussia Ferrari        | 33     | 0      | –  | –  | –  | –  | –  | 3  |
| P  | +/− | Konstruktor             | Starty | Punkty | P1 | P2 | P3 | PP | NO | NS |